# لی توک
لی توک (انگلیسی: Lee Tuck؛ زادهٔ ۳۰ ژوئن ۱۹۸۸) بازیکن فوتبال اهل بریتانیا است.
از باشگاه‌هایی که در آن بازی کرده‌است می‌توان به باشگاه فوتبال آباهانی داکا، باشگاه فوتبال پاهانگ، باشگاه فوتبال فارسلی سلتیک و باشگاه فوتبال نگری سمبیلان اشاره کرد.
وی همچنین در تیم ملی فوتبال مالزی بازی کرده‌است.